# Jay Inslee
Jay Robert Inslee (født 9. februar 1951) er en amerikansk politiker fra det Det Demokratiske Parti, advokat og økonom, der har været guvernør i den amerikanske delstat Washington siden 2013. Han var medlem af det amerikanske Repræsentanternes Hus fra 1993 til 1995 og igen fra 1999 til 2012, og var kandidat til den demokratiske nominering til præsidentvalget i 2020.
Inslee er født og opvokset i Seattle og er uddannet på University of Washington og Willamette University College of Law. Han var medlem af delstatsparlamentet Repræsentanternes Hus i Washington fra 1989 til 1993. I 1992 blev Inslee valgt til at repræsentere Washingtons 4. valgkreds, baseret omkring det centrale Washington, i det amerikanske Repræsentanternes Hus. Efter at han ikke blev genvalgt i 1994 vendte Inslee kortvarigt tilbage til privat advokatpraksis. Han stillede op som guvernør i Washington i 1996, hvor han blev nummer fem i det generelle primærvalg med 10 % af stemmerne. Inslee fungerede derefter som regional direktør for USA's Department of Health and Human Services under præsident Bill Clinton.
Inslee vendte tilbage til det amerikanske Repræsentanternes Hus i 1999, denne gang valgt i Washingtons 1. valgkreds som omfatter Seattles nordlige forstæder i King County, Snohomish County og Kitsap County. Han blev genvalgt seks gange, før han meddelte, at han ville stille op til guvernørposten igen ved valget i 2012. Han trak sig fra kongressen for at fokusere på sin valgkamp. Ved guvernørvalget besejrede han republikaneren Rob McKenna som var Washingtons statsadvokat med 51 % af stemmerne mod 48 % til McKenna. Inslee blev genvalgt til en anden periode i 2016, hvor han besejrede den republikanske havnekommissær i Seattle, Bill Bryant, med 54 % af stemmerne mod 45 % til Bryant.
Som guvernør har Inslee lagt vægt på klimaændringer, uddannelse, strafferetsreform og narkopolitisk reform. Han fik national opmærksomhed for sin kritik af præsident Donald Trump. Inslee sluttede sig til statsadvokat Bob Ferguson og statsadvokat Noah Purcell i et sagsanlæg mod Trump-administrationen over Executive Order 13769, som standsede rejser i 90 dage fra syv lande med muslimsk majoritet og indførte et totalt indrejseforbud i USA for syriske flygtninge. Sagen, Washington v. Trump, førte til, at dekretet blev blokeret af domstolene, og andre præsidentielle dekreter afløste det senere.
Inslee var en kandidat til den demokratiske nominering til præsident for USA ved valget i 2020, og lancerede sin valgkampagne den 1. marts 2019. Han stoppede sin kampagne den 21. august grundet meget lave meningsmålingstal. Dagen efter meddelte Inslee, at han havde til hensigt at søge en tredje periode som guvernør ved valget i 2020, som han vandt med 57 % af stemmerne, og blev den første siddende guvernør i Washington i mere end 40 år som valgt til en tredje periode.
Efter New Yorks guvernør Andrew Cuomos tilbagetræden den 23. august 2021 blev Inslee den på det tidspunkt længst siddende guvernør i USA. 